# 2台のピアノのための協奏曲 (プーランク)
2台のピアノのための協奏曲 ニ短調 FP.61（仏: Concert en ré mineur pour 2 pianos et orchestre ）は、フランシス・プーランクが作曲したピアノ協奏曲である。プーランクが様々な鍵盤楽器のために作曲した5曲の協奏曲のうち3作目にあたる。

## 概要
この曲は、エドモン・ド・ポリニャック公妃の委嘱によって1932年に作曲された。プーランクの評伝を書いたアンリ・エルによると、「ストラヴィンスキーのエコーの幾つかが、冒頭のアレグロ楽章の力強いリズムに聴かれるだろう。同時に1931年の植民地博覧会で、作曲者が聴いたバリ島の音楽のエコーである。ラルゲットは、モーツァルトのアンダンテのスタイルに基づいているが、中間部は速いワルツのテンポによっていて、終楽章では作曲者自身の心から決して遠くない、熟考された精神的な主題の一つが戯れている。このいくらか技巧的な二重協奏曲は、愉快な気晴らし以上のことを狙っていない作品である」と述べていた。
この協奏曲はプーランクの多くの曲と同様、美しく魅力的な旋律に溢れていて、洒落た和声の取り扱いや調の自由さと、ニュアンスの豊かさにも決して不足せず、愉悦に満ちたエスプリが聴き手の心を捉えて離さなくしている。
1932年9月5日にヴェネツィア国際音楽祭において、作曲者自身とジャック・フェヴリエのピアノ、デジレ・デフォー指揮ミラノ・スカラ座管弦楽団によって初演された。

## 楽器編成
- 独奏ピアノ2（蓋は除去する）
- フルート2（1はピッコロ持ち替え）
- オーボエ2（1はコーラングレ持ち替え）
- クラリネット2
- ファゴット2
- ホルン2
- トランペット2
- トロンボーン2
- テューバ1
- 打楽器（スネアドラム、響き線のない小太鼓（大小2種）、バスドラム、カスタネット、タンブリン、トライアングル）
- 第1ヴァイオリン8
- 第2ヴァイオリン8
- ヴィオラ4
- チェロ4
- コントラバス4

（弦楽器は数が指定されており、数を変更してはいけない。）
スコアには楽器配置が指定されており、中央の左に第1ピアノ、右に第2ピアノが向かい合う。その左側に第1ヴァイオリン、第2ヴァイオリンが平行して並び、右側前列がヴィオラとチェロ、後列がコントラバス、中央ピアノの後ろに管楽器が並び、その後ろに打楽器が並ぶことになっている。

## 楽曲の構成
全3楽章構成で、全体の演奏時間は約18分である。
第1楽章 アレグロ・マ・ノン・トロッポ
ソナタ形式。かなり長い導入部を持っているが、リズムのきびきびした第1主題、リズミックな第2主題が提示され、トッカータ風の展開部を経て、2台のピアノが全く新しい旋律を出し、再現部に入って行く。
第2楽章 ラルゲット
変ロ長調。典型的な緩徐楽章で、個性的な旋律とファンタジー豊かな和声に溢れた音楽である。
第3楽章 フィナーレ、アレグロ・モルト
冒頭の鋭いニ短調の不協和音で始まるが、ニ長調に戻ってピアノがトッカータ風に飛び跳ねて、変ロ短調の第1主題がピアノで示される。また、1927年に10人で合作した子供のためのバレエ音楽「ジャンヌの扇」の中で、プーランクが書いた「田園詩曲」の終末の旋律が顔を出す。